# Cirrospilus coccivorus
Cirrospilus coccivorus är en stekelart som beskrevs av Victor Ivanovitsch Motschulsky 1863. Cirrospilus coccivorus ingår i släktet Cirrospilus och familjen finglanssteklar.
Artens utbredningsområde är Sri Lanka. Inga underarter finns listade i Catalogue of Life.